# Karadžić–Filipović-egyezmény
A Karadžić–Filipović-egyezmény a Radovan Karadžić vezette szerb képviselők és Muhamed Filipović vezette muszlim képviselők megállapodása volt. A tárgyalások 1991 nyári hónapjaiban zajlottak, végül 1991 júliusában írták alá. Az egyezmény szövegét először 1991. augusztus 2-án tették közzé Belgrádban.

## Előzmények
A tárgyalásokat a Muhamed Filipović és Adil Zulfikarpašić által képviselt muszlim oldal kezdeményezte, míg a szerb oldalon Nikola Koljević és Momčilo Krajišnik tárgyaltak. Filipović és Zulfikarpašić Alija Izetbegović teljes beleegyezésével kezdte meg a tárgyalásokat, aki, mivel Filipović és Zulfikarpašić nem akart az ő megbízatása nélkül tárgyalni, tárgyalási tervet is adott nekik a muszlimok nevében való tárgyalásra, míg a szerb képviselőket Radovan Karadžić hatalmazta fel, aki a tárgyalások megkezdésekor maga is részt vett az első beszélgetésben. A tárgyalások 1991. július eleji megnyitásában Biljana Plavšić is részt vett.
A tárgyalások megindításának oka a Jugoszláv Szocialista Szövetségi Köztársaság felbomlása volt, amelyből Horvátország, Macedónia és Szlovénia akkorra már kilépett. A muszlim fél szabályozni kívánta Bosznia-Hercegovinai Szocialista Köztársaság (BiH SR) viszonyát Jugoszlávia többi részéhez, és biztosítani kívánta a muszlimok teljes egyenjogúságát a szerbekkel és a montenegróiakkal az új államban, amelyben a szandzsáki muszlim kisebbség miatt is maradni szándékoztak, ugyanakkor ragaszkodtak BiH SR területi integritásához. A tárgyaláson a muszlim fél részéről ez volt a minimális követelmény. Radovan Karadžić elfogadta a tárgyalásokat, és a szerb fél minimális követeléseként a szerbeknek azt a kérését hangsúlyozta, hogy annak államformájától függetlenül egy államban maradjanak. A szerb oldalon Nikola Koljević, Momčilo Krajišnik és Biljana Plavšić tárgyalt. A tárgyalások abból indultak ki, hogy a BiH SR Jugoszláviában marad, amely megvalósítja a szerb politika legfontosabb célját, és megőrzi teljes szuverenitását, ugyanakkor Jugoszlávia határain belül marad olyan állam státuszával, amely a közös állam része, közös külpolitikával, hadsereggel, vám-, pénz- és általános gazdaságpolitikával rendelkezik, míg egyéb vonatkozásban független lenne. A muszlim tárgyaló felek megígérték, hogy Izetbegovićnak és Stjepan Kljujićnak (utóbbinak csak a szükséges mértékben), valamint a szerb Slobodan Miloševićnek, és az SDS vezetőségének beszámolnak a tárgyalások előrehaladásáról.
Kezdetben Karadžić is részt vett a tárgyalásokon, majd Koljević és Krajišnik folytatta a tárgyalásokat Filipovićcsal és Zulfikarpašićcsal. Rövid egyeztetés után a felek megállapodástervezetre jutottak, amelyben megfogalmazták azokat az elemeket, amelyekben megegyeztek. A felek megállapodtak abban, hogy Bosznia-Hercegovina, Szerbia és Montenegró egy egységes szocialista köztársaságban maradjon, azzal a feltétellel, hogy a köztársaság határain belül maradó tagállamoknak teljesen egyenrangú és szuverén állam jogállása lesz. Megállapodtak arról, hogy Bosznia-Hercegovina területén belül nem lesz belső megosztottság. A BiH SR-ben állomásozó hadsereg kizárólag a saját állampolgáraiból állna, és csak a saját állampolgára lehet a hadsereg parancsnoka. A közös államban a tagállamok delegációinak vétójoga lenne minden olyan kérdésben, amely a túlélést és a létfontosságú nemzeti vagy állami érdekeket érinti. A muszlim oldal ragaszkodott ahhoz, hogy az új államközösség államszövetség legyen, míg a szerb fél ragaszkodott a szövetségi államhoz, ami a felek között nézeteltérést jelentett. A felek abban reménykedtek, hogy a megállapodás után az Európai Unió is támogatja a tárgyalásokat. Az egyeztetést követően a tárgyaló felek plenáris ülésére került sor, amelyen Izetbegović és Karadžić is részt vett. A képviselők vezetői, Filipović és Koljević ismertették az egyeztetett álláspontokat és az államszövetség jövőbeni szervezetének (államszövetség vagy szövetségi állam) megoldatlan kérdését. Izetbegović arra a következtetésre jutott, hogy a tárgyalások sikeresek voltak, és utasította Filipovićot és Koljevićet, hogy határozzák meg a szöveg végleges változatát. Bár Filipović figyelmeztette Izetbegovićot, hogy a leendő közös állam megszervezésének kérdése nem megoldott, Izetbegović úgy értékelte, hogy ez a kérdés marginális.
A szerb fél azt követelte, hogy a tárgyaló felek menjenek Belgrádba és tárgyaljanak Miloševićccsel, bár Koljević naponta tájékoztatta őt a tárgyalások menetéről. Filipović és Zulfikarpašić is beszélt Miloševićcsel. Végül Milošević is elfogadta a tárgyalásos megoldást, és azt javasolta, hogy mivel a BiH SR többsége muszlim, Izetbegović legyen az ország elnöke. Elfogadta azt is, hogy a BiH SR egyetlen katonai régió lesz, amelynek hadseregében csak állampolgárai szolgálnak majd, és a muszlimok többségi pozíciója miatt javasolta, hogy a hadsereg parancsnoka mindig muszlim legyen. A megállapodást végül 1991. július 14-én írta alá Muhamed Filipović és Radovan Karadžić, és először 1991. augusztus 1-jén tették közzé Belgrádban. A muzulmán bosnyákok lakta Szandzsák területe a Szerbián belül autonómmá vált volna, míg a SAO Krajina és a SAO Bosanska Krajina nevű autonóm területek feladták volna egyesülési terveiket. Zulfikarpašić megkapta Slobodan Milošević szerb elnök hozzájárulását is, aki a Szandzsák 60%-át is Bosznia-Hercegovinának ígérte.

## Az egyezmény
A Karadžić–Filipović-megállapodás nyolc pontból állt, először 1991. augusztus 1-jén tették közzé Belgrádban, majd egy nappal később az „Oslobođenje” folyóirat hasábjain Bosznia-Hercegovinában is. Tartamla a következő volt:
1. A megörökölt nehézségek tudatában, amelyekhez az eddigi politikai események és választások vezettek, úgy döntöttünk, hogy a nyitottság és a kölcsönös tisztelet jegyében kiállunk országunk és a két nép történelmi és politikai érdekeinek érvényesüléséért. Ez senki ellen nem irányuló, hanem mindenkiért szóló megállapodás, és mint ilyen, mindenki előtt nyitva lesz, aki támogatja a szabadságban és a teljes egyenlőségben való együttélés elvét.
2. Hiszünk abban, hogy egy ilyen élet alapja az egyes nemzetek szuverenitásának kölcsönös elismerése, valamint a Bosznia-Hercegovinai Köztársaság teljes területi integritásának és politikai szubjektivitásának, valamint a közös jugoszláv államban a többi köztársasággal egyenlő alkotmányos és jogi helyzetének biztosítása..
3. Véleményünk szerint Jugoszláviának, mint a teljesen egyenrangú köztársaságok és népek közös államának teljes történelmi létjogosultsága van, és mi egy ilyen közösség fenntartását és fejlesztését fogjuk szorgalmazni.
4. Egyetértünk abban, hogy Bosznia-Hercegovinának jogilag és politikailag egységes és demokratikusan szervezett szövetségi egységnek kell lennie, amelynek törvényi felhatalmazása van területének minden része felett, feltéve, hogy a szövetségi alkotmány és jogszabályok képezik az ország jogrendszerének alapját, és garantálják a népek, a köztársaságok és az állampolgárok egyenlőségét.
5. Kifejezzük óhajunkat, hogy a bosznia-hercegovinai horvátok teljes egyenlőségben éljenek velünk, és felkérjük őket, hogy csatlakozzanak ehhez a megállapodáshoz. Függetlenül a Horvát Köztársaság Jugoszláviában vagy azon kívüli helyzetétől, Bosznia-Hercegovinában a horvátok teljesen egyenrangú népként vannak elismerve.
6. Jugoszláviában a polgárok, nemzetek és köztársaságok közötti kölcsönös kapcsolatokat az európai szabványok alkalmazásával közös alkotmány fogja szabályozni,.
7. Tisztában vagyunk azzal, hogy ez a megállapodás csak politikai és történelmi alapot jelent tartós és békés közös életünkhöz. Egy ilyen politikai megállapodás azonban teret nyit a legkonstruktívabb és legracionálisabb megoldások megtalálására a szövetségi vagy közös szervek működése szempontjából: a monetáris rendszer, az egységes piac, az egységes fegyveres erők, valamint a külügyek terén.
8. Hasonlóképpen úgy gondoljuk, hogy az optimális jugoszláv közösség az, amely magában foglalja mind a hat köztársaságot és minden nemzetet, amely kezdetben ilyen közösséget alkotott. Bármilyen kilépés esetén a közösségből, azokkal a népekkel és köztársaságokkal, akik ezt akarják, megállapodásra kell jutni, és garanciát kell nyújtani az egyes tagoknak a többiekkel kapcsolatos valódi érdekeihez.

## Következmények
Izetbegović, aki kezdetben támogatta, később felmondta a megállapodást. A diplomáciai megoldás kudarca végül mintegy 10 hónappal később a boszniai háború kitöréséhez vezetett. A háborút lezáró daytoni békeszerződés aláírását követően Bosznia-Hercegovina nemzetközileg elismert, több entitásból álló, független szövetségi állammá vált. Szerbia és Montenegró pedig egy Jugoszláv Szövetségi Köztársaságot alkotott, amelyet a nemzetközi közösség szigorúan szankcionált és embargóval sújtott.

## Fordítás
- Ez a szócikk részben vagy egészben  a    Sporazum Karadžić – Filipović című horvát Wikipédia-szócikk ezen változatának fordításán alapul.  Az eredeti cikk szerkesztőit annak laptörténete sorolja fel. Ez a jelzés csupán a megfogalmazás eredetét és a szerzői jogokat jelzi, nem szolgál a cikkben szereplő információk forrásmegjelöléseként.